# Clube Atlético Mirandense
O Clube Atlético Mirandense é um clube português, localizado na vila e concelho de Miranda do Corvo, distrito de Coimbra.
O clube foi fundado no dia 7 de Setembro de 1947 e o seu atual presidente é Firmino Santos. O principal rival do Mirandense(C.A.M) é o Lousanense(C.D.L) visto à proximidade e rivalidade das duas vilas, quando as duas equipas se defrontam é designado por Clássico. Os jogos entre Mirandense vs. Gândaras(também equipa do concelho da Lousã) e Mirandense vs. Moinhos(equipa do concelho de Miranda do Corvo) desiga-se por Dérbi. Nas épocas de 1985/1986, 1998/1999 e  2003/2004 o C.A.M foi a equipa vencedora da Divisão de Honra da A.F.Coimbra. Na época de 2005-2006, a equipa de seniores masculinos participou no campeonato nacional da 3ª divisão, série D, tendo conseguido a subida de divisão. Em 2006-2007 participou na 2ª divisão Portuguesa.
O C.A.M participou pela última vez na Taça de Portugal na 2ª eliminatória no dia 23 de Setembro de 2007, domingo, contra a equipa de Monsanto e no campo do Pião em Monsanto-Alcanena tendo o C.A.M perdido por 8-0.
Atualmente a equipa sénior irá participar na época 2022-2023 na série A da 1ª divisão da Associação de Futebol de Coimbra tendo como principal objetivo coletivo a promoção à série A da Divisão de Honra de Coimbra.

## Futebol

### Histórico (inclui 21/22)
|                   | Nº Presenças | Títulos |
| ----------------- | ------------ | ------- |
| Temporadas na 1ª  | 0            | 0       |
| Temporadas na 2ª  | 0            | 0       |
| Temporadas na 2ªB | 2            | 0       |
| Temporadas na 3ª  | 1            | 0       |
| Taça de Portugal  | 41           | 0       |
| Taça da Liga      | 0            | 0       |

### Classificações
| Liga Bwin              | - | - | - | - | - | - | - | - | - |
| Liga Sabseg            | - | - | - | - | - | - | - | - |   |
| 3ªLiga nacional        | - | - | - | - | - | - | - | - | - |
| Campeonato de Portugal | - | - | - | - | - | - | - | - | - |
| II Divisão             | - | - | - | - | - | 1 | - | - | - |
| Divisão de Honra Dist. | - | - | 3 |   | - | - | - | - | - |
| 1º Divisão Dist.       | - | - | - | - | - | - | - | - | - |
| 2º Divisão Dist.       | - | - | - | - | - | - | - | - | - |

## Equipamento
A equipa de futebol utiliza equipamento com camisola verde e calção branco.

## Estádio
A equipa disputa os seus jogos em casa no Estádio Municipal de Miranda do Corvo, campo relvado sintético no Carapinhal, com capacidade para 1000 pessoas.(bancadas)